# Tarama (grupo étnico)
Tarama o Taruma fue un grupo étnico pre-tahuantinsuyo que se asentó en el valle de Tarma, actual provincia de Tarma, departamento de Junín, Perú.
El valle de Tarma fue el lugar donde se asentaron los Taramas, etnia que fusionó con los Huancas, Sawqa (Xauxa) Jauja, Siquillapucara (Tunanmarca) del Valle del Mantaro y, los Chanchacc, Asháninkas, Yáneshas, Campas o Chunchos del actual Valle de Chanchamayo, selva central, entre otros. Pachacútec emperador del incanato envió la expedición comandado por Túpac Yupanqui su hijo para conquistar la región norte llamado Chinchaysuyo al tiempo que se abrían el Qhapaq Ñan y construcciones de Tambos, ruinas que se conservan hasta la actualidad como zona arqueológica de Tarmatambo  y otras zonas arqueológicas de los Tarama como Anashpata, Aujsaypan, Chaquimarca, Yuracmarca, Quipamarca, etc.
Con el expandimiento y la dominación del  imperio tahuantinsuyano decayó en lo cultural, político, social y económico, etc. y, a diferencia de los Chankas, Huancas y otras comarcas costeñas, andinas y selváticas los taramas fueron accesibles. La población se dedicaba a la agricultura, ganadería, textilería y al no existir el sistema monetario en ese tiempo el trueque era la forma de comercio.